# グリセミック負荷
グリセミック負荷(-ふか、Glycemic Load)とは、グリセミック指数に炭水化物の重量をかけた値で、血糖値を上昇させる程度をあらわす指標である。ハーバード大学公衆衛生学大学院の研究チームが考案している。炭水化物が急速に吸収されると、血糖値や血中のインスリンが急上昇し、疾患のリスクが上がることにつながるとされる。たとえば、野菜には、少量の炭水化物しか含まれないのでグリセミック指数だけを指標にするにはその影響が正しく反映されているとはいえない。
基本的に炭水化物の量が少ない食品はグリセミック負荷が低い。また炭水化物の多い食品では全粒穀物が低い。精製された穀物やジャガイモ、トウモロコシはグリセミック負荷が高い。

## 算出方法
グリセミック負荷の値はグリセミック指数に対象の食品に含まれる炭水化物の割合をかけて算出される。

## 疫学
若い日本人の女性3931人の統計で、グリセミック負荷が低い場合、肥満度をあらわすボディマス指数(BMI)が小さく、また白米がグリセミック負荷を増やしていることが分かった。
グリセミック負荷の高い食事で男性の2型糖尿病、女性の心筋梗塞や2型糖尿病のリスクを上げた。
10代の子どもを対象にした研究で、炭水化物が少なめのグリセミック負荷の低い食事は体重や体脂肪を減らした。
インスリンの分泌量が多い場合、低脂肪高炭水化物の食事より、高脂肪低炭水化物の低いグリセミック負荷の食事のほうが減量に効果があった。
グリセミック負荷の低い食事がニキビを改善させた。
2014年のアメリカ糖尿用学会の栄養に関する勧告は、低いグリセミック負荷の炭水化物が血糖値を少々制御するとして推奨している。国際糖尿病連合は、グリセミック負荷の低い食品を食後血糖の管理に有益であると推奨し、炭水化物カウントよりも有益である可能性を報告している